# 淵上宗志
淵上　宗志（ふちがみ　そうし、1977年4月17日 - ）は、日本の元ラグビー選手。元日本代表。ポジションはスタンドオフ。西南学院大学ラグビー部ヘッドコーチ。現日本経済大学　女子ラグビー部監督。

## 人物・来歴
福岡県出身。5歳から草ヶ江ヤングラガーズで、ラグビーを始める。中学までは、バスケットボールを同時に活動。その後、ラグビーの名門高校、佐賀工業高校に進む。3年連続で花園の舞台を踏み、高校日本代表に選ばれる。
関東学院大学に進学し、1年時よりスタンドオフとしてレギュラーで活躍。2、3年次に全国大学ラグビー選手権優勝と連覇に貢献。4年生時に主将に就任。キック、パス、ラン、総合力に長け、ゲームコントロール能力が高く「天才SO」と異名がついた。
大学卒業後は出身地のコカ・コーラウエストに入社、チームを初の全国大会出場に導く。社内ではその優しい人柄により、後輩からの人望を得る。
2001年、オックスフォード大学へ留学。2006年に地域リーグであったコカ・コーラウエスト・レッドスパークスのトップリーグ昇格に貢献。
2010年、現役引退発表。朝日招待に九州代表として出場し、有終のトライを決めた。日本代表では、2000年11月のアイルランド戦で初キャップ。通算5キャップを持つ。
2012年、世界中の35 歳以上のラグビー愛好家達が2年に1度集う国際的なスポーツコンベンション「ゴールデンオールディーズ・ワールドラグビーフェスティバル」（福岡県で開催）の実行委員となっている。
2019年、コカ・コーラボトラーズジャパン株式会社を退社。日本経済大学女子ラグビー部創部にあたり、監督として赴任。

## 略歴
- 1993年 - 福岡・百道中から佐賀工業高校入学。
- 1995年 - 佐賀工業高校ラグビー部の主将。高校日本代表のFBとしてイングランドに遠征。
- 1996年 - 関東学院大学入学。1年次からSOレギュラーとして試合に出場。
- 1997年 - 大学選手権初制覇に貢献。
- 1998年 - 大学選手権連覇を達成。
- 1999年 - U23日本代表としてNZ学生代表と対戦。主将として大学選手権3連覇を狙うも、決勝で慶大に敗戦。
- 2000年 - コカ・コーラウエストジャパン入社。ラグビー日本代表として欧州遠征。
- 2001年 - オックスフォード大学へ留学。
- 2006年 - コカ・コーラウエストレッドスパークス、トップリーグ昇格。
- 2008年 - ニュージーランド・オークランドラグビーチーム「Te Papapa」へ短期ラグビー留学。
- 2010年 - 現役引退。
- 2011年 - 西南学院大学　ラグビー部　ヘッドコーチ就任。
- 2011年 - 日本ラグビーフットボール協会　リソースコーチ就任。
- 2012年 - ゴールデンオールディーズワールドラグビーフェスティバル　実行委員。
- 2012年 - 7's アカデミーコーチ就任。
- 2013年 - ユニバーシアード　7人制　日本代表監督。
- 2013年 - アジアユース　7人制　日本代表監督。